# Planet Punk (альбом)
Planet Punk — шестой студийный альбом немецкой панк-рок группы die ärzte, вышедший 18 сентября 1995 года. В официальной биографии группы, Фарин Урлауб назвал Planet Punk своим самым любимым альбомом из их творчества. Оформление альбома выдержано в стиле фэнзина — популярного в то время в панк-культуре самодельного печатного издания. Альбом стал успешным, занял 2 место в немецком чарте, продержавшись там 42 недели, и был удостоен платинового + золотого статуса.

## Список композиций
| №   | Название | Текст песни                    | Музыка                 | Длительность |
| --- | --- | ------------------------------ | ---------------------- | ------------ |
| 1.  | «Super Drei» ("Супер-трио") | González, Felsenheimer, Urlaub | González, Urlaub       | 2:15         |
| 2.  | «Schunder-Song» | Urlaub                         | Urlaub                 | 3:06         |
| 3.  | «Hurra» ("Ура!") | Urlaub                         | Urlaub                 | 3:26         |
| 4.  | «Geh mit mir» ("Пойдем со мной") | Felsenheimer                   | Felsenheimer           | 2:29         |
| 5.  | «Langweilig» ("Скучно") | Urlaub                         | Urlaub                 | 3:07         |
| 6.  | «Mein Freund Michael» ("Мой друг Михаэль")                                                                                                | Urlaub                         | Urlaub                 | 3:38         |
| 7.  | «Rod ♥ You» | Felsenheimer, González         | Felsenheimer, González | 3:26         |
| 8.  | «Der Misanthrop» (Мизантроп") | Urlaub                         | Urlaub                 | 3:22         |
| 9.  | «Vermissen, Baby» ("Скучаю, детка") | Felsenheimer                   | González               | 3:37         |
| 10. | «Nazareth (Blumen my ass)» | Felsenheimer                   | Felsenheimer           | 4:20         |
| 11. | «Meine Ex(plodierte Freundin)» (игра слов: Meine Ex Freundin - моя бывшая девушка, Meine Explodierte Freundin - моя взорвавшаяся девушка) | Urlaub                         | Urlaub                 | 3:39         |
| 12. | «Die Banane» ("Банан") | Felsenheimer                   | Felsenheimer, González | 4:33         |
| 13. | «B.S.L.» (Brutaler, schneller Lärm - "Жестокий, быстрый шум")                                                                             | Urlaub                         | Urlaub                 | 2:35         |
| 14. | «Die traurige Ballade von Susi Spakowski» ("Грустная баллада о Сьюзи Шпаковски")                                                          | Felsenheimer                   | Felsenheimer           | 4:01         |
| 15. | «Red mit mir» ("Поговори со мной") | Urlaub                         | Urlaub                 | 3:58         |
| 16. | «Trick 17 m. S.» (Trick 17 mit Selbstüberlistung - "Трюк с самообманом")                                                                  | Urlaub                         | Urlaub                 | 3:04         |
| 17. | «Opfer» ("Жертва") | Urlaub                         | Urlaub                 | 3:01         |